# Akharoniták
Az akharoniták (héberül acharónim, az acharón [utolsó] héber szó többes száma és epigónokat, vagy később jötteket jelent) alatt a zsidó talmudikus irodalomban a decisorokat és kodifikátorokat értik. Korszakuk a késő középkortól (XV./XVI. sz.) a modern korig (XIX. sz.) tartott.

## Történetük
A zsidó hitéletnek Magyarországon is érvényes végső formái nagyrészt az akharoniták szelleméből bontakoztak ki és döntvényeik még a 20. században is irányadók voltak. A reformtörekvések sem tudták megtörni a hatásukat és a konzervativizmus, amelyhez a haladó hitközségek is vissza-visszakanyarodtak, az ő tevékenységük eredménye. Működésük több száz esztendőt ölel fel, bárha arról, hogy ki nyitotta meg az epochájukat, nem egységes a felfogás. Némelyek a XIII. századra teszik működésük kezdetét, arra az időre tehát, amikor a francia iskolából kikerült toszafisták korszaka lezáródott. Mások a Dürenből való Izsáknak, a Saare Dura szerzőjének a XIV. században történt föllépésétől számítják az akharoniták korszakát. Olyan vélemény is van, amely a középkor végével veti össze az akharoniták föllépését és még ezzel a felfogással szemben is az a másik áll, amely azt állítja, hogy az akharoniták periódusa a XVI. század második felében a hispániai zsidó teológussal, Joszéf Káróval (1488–1575), a Sulchán Áruch című törvény- és szertartásgyűjtemény szerzőjével kezdődik. Az eltérő számítások nem zavarják meg a korszakról kialakult felfogást, sem pedig a tekintélytiszteletet, amely a zsidó hitéletben meggyökeresedett és legerőteljesebb kifejezését abban találta, hogy az egész világ zsidósága - természetesen a magyar zsidóság is - a Sulchan Áruch alapjára helyezkedett. Csupán a haladó hitközségek tettek kísérletet arra, hogy a Sulchan Áruch-tól valamennyire függetlenítsék magukat, ami kis mértékben az imarend módosításában, felismerhetőbben a zsinagógák berendezésében és némely ősi szertartás modern átalakításában jutott kifejezésre. A magyarországi haladó hitközségek sohasem azonosították magukat az úgynevezett reformzsidósággal, amely meg is bukott Magyarországon, de ahol felfogásuk szériát nem bolygatták meg a tradíciós hitélet legbelsőbb lényegét, szintén követték a modern irányzatot: zsinagógáikban az almemort hagyományos centrális elhelyezéséből a frigyszekrény elé állították, bevezették az orgonát, több helyen a vegyes énekkart, a templomban való esketést, a konfirmációt stb., de lényegesebb részeiben a hagyomány alapján maradt a hitéletük, sőt a 20. században egyre erősebben kezdték hangsúlyozni a Sulchan Áruch alapján való elhelyezkedésüket – és ezzel a magyar haladó hitközségek életében is újból az akharoniták szellemének befolyása érvényesült. Mindenesetre megállapítható, hogy a magyar zsidók vallásos pszichózisa nagyjában az akharoniták több évszázados működésének a produktuma volt.